# لاري شاي
لاري شاي (بالإنجليزية: Larry Shay)‏ هو كاتب أغاني أمريكي، ولد في 10 أغسطس 1897، وتوفي في 22 فبراير 1988.

## وصلات خارجية
- لاري شاي على موقع IMDb (الإنجليزية)
- لاري شاي على موقع ميوزك برينز (الإنجليزية)
- لاري شاي على موقع ديسكوغز (الإنجليزية)